# (11042) Ernstweber
(11042) Ernstweber (1989 VD1) – planetoida z pasa głównego asteroid okrążająca Słońce w ciągu 3,59 lat w średniej odległości 2,34 j.a. Odkryta 3 listopada 1989 roku.